# Dorvalino Alves Maciel
Dorvalino Alves Maciel (*São Paulo, Brasil, 1 de junio de 1977) es un futbolista brasileño. Juega de defensa y su equipo actual es PAOK Salónica.

## Clubes
| Club                 | País     | Año           |
| -------------------- | -------- | ------------- |
| Corinthians          | Brasil   | 1997-1998     |
| São Caetano          | Brasil   | 1999          |
| Figueirense FC       | Brasil   | 2000          |
| São Paulo FC         | Brasil   | 2001          |
| Figueirense FC       | Brasil   | 2002          |
| EC Bahia             | Brasil   | 2003          |
| São Paulo FC         | Brasil   | 2004          |
| Fluminense           | Brasil   | 2005          |
| EC Juventude         | Brasil   | 2006          |
| Académica de Coimbra | Portugal | 2006-2007     |
| FC Porto             | Portugal | 2007-2009     |
| PAOK Salónica        | Grecia   | 2009-presente |

## Palmarés

### Campeonatos nacionales
| Título      | Club     | País     | Año  |
| ----------- | -------- | -------- | ---- |
| Liga Sagres | FC Porto | Portugal | 2008 |
| Liga Sagres | FC Porto | Portugal | 2009 |